# Fredrik Idestam
Knut Fredrik Idestam (ur. 28 października 1838 w Tyrväntö, zm. 8 kwietnia 1916 w Helsinkach) – fiński inżynier górnictwa i przedsiębiorca. Współzałożyciel firmy Nokia.

## Życiorys
W maju 1865 uzyskał pozwolenie na budowę papierni w mieście Tampere. W następnym roku (1866) otworzył swoje przedsiębiorstwo. W 1871 razem z Leopoldem Mechelinem założył Nokię i przeniósł działalność do nowo założonego miasta Nokia.
Zmarł 8 kwietnia 1916 w Helsinkach i został pochowany na miejscowym cmentarzu Hietaniemi.